# Løksebotn
Løksebotn est une localité du comté de Troms, en Norvège.

## Géographie
Administrativement, Løksebotn fait partie de la kommune de Salangen.